# Maytenus boaria
Espèce
Classification phylogénétique
Maytenus boaria est une espèce du genre Maytenus appartenant à la famille des Celastraceae. Son nom commun au Chili et en Argentine est « Maitén ».

## Distribution
L'espèce est native du Chili, où elle croît naturellement entre Coquimbo et Chiloé, à l'intérieur des terres et quasiment jamais sur le littoral. On la trouve aussi en Argentine, aux mêmes latitudes, dans les régions occidentales bien arrosées, situées non loin du territoire chilien.

## Description
C'est un arbre d'aspect élégant qui atteint 20 mètres de haut. Il est toujours vert, le tronc est droit et l'écorce grisâtre. Il présente des feuilles pérennes, simples, elliptiques, aiguës aux deux extrémités, de 2,5 à 5 cm de long.

## Reproduction
Le maitén se dissémine facilement par des semences de bon pouvoir germinatif. Il requiert des terrains profonds et fertiles. Il lui faut une humidité abondante. De croissance lente, il fleurit au printemps austral (octobre).

## Usages
- Il est recommandé comme espèce ornementale, grâce à son bel aspect et à sa facilité d'adaptation au milieu.
- Il est approprié pour les travaux de reforestation, spécialement dans le sud du Chili, où il croît très bien.
- Il est également efficace pour protéger les cours d'eau.